# Wallace Nutting
Wallace Nutting (17 novembre 1861 - 19 juillet 1941) est un pasteur américain, photographe, artiste et antiquaire, surtout connu pour ses photographies. Il est également un auteur accompli, conférencier, fabricant de meubles, dont certaines reproductions passent comme antiquités - expert et collectionneur. L'atmosphère de ses photographies contribuent à stimuler le renouveau de l'architecture coloniale (en).

## Biographie
Il naît à Rock bottom (à présent Gleasondale dans le Massachusetts), un dimanche de 1861. Il est un des descendants de John Nutting, arrivé d'Angleterre en 1639 et tué par les Indiens au cours d'un raid contre le village de Groton. Les Indiens tranchent la tête de John Nutting et la mettent sur un poteau afin de décourager les autres colons de s'installer dans la région.
Wallace Nutting fait ses études à l'Phillips Exeter Academy, à l'Université Harvard, au séminaire de théologie de Hartford et au Union Theological Seminary de New York. Il est diplômé de Harvard dans la promotion de 1887. Le 5 juin 1888 il épouse Mariet Griswold à Buckland dans le Massachusetts. Leur union ne donne pas d'enfants.
Wallace Nutting commence à prendre des photos en 1899 lors de ses longues balades à vélo dans la campagne. En 1904, il ouvre le Wallace Nutting Art Prints Studio au East 23rd Street à New York. Après une année, il déménage son affaire dans une ferme à Southbury dans le Connecticut, endroit qu'il appelle « Nuttinghame ». En 1912, il déplace son studio photographique à Framingham dans le Massachusetts dans une maison qu'il appelle « Nuttingholme ». Nutting est l'auteur de plusieurs ouvrages sur la beauté pittoresque de la Nouvelle Angleterre, du Royaume-Uni et de l'Irlande. Au sommet de son activité commerciale, il emploie environ deux cents coloristes. Selon ses dires, Wallace Nutting a vendu dix millions de photos. Les coloristes de Wallace Nutting peignent les photos qu'il a prises et signent parfois le nom de Wallace Nutting sur les tirages, ce pourquoi les signatures varient. Un fait intéressant relativement aux photographies de Nutting est qu'il est plus prolifique avec les scènes pastorales, par conséquent ses intérieurs sont plus précieux.
Wallace Nutting décède chez lui au 24 Vernon St., Framingham, Massachusetts le 18 juillet 1941 à l'âge de 79 ans. Son corps est transporté à Augusta dans l'État du Maine pour y être inhumé.
La résidence de Wallace Nutting à Portsmouth dans l'État du New Hampshire est aussi connue sous le nom Wentworth Gardner House.  Une société Wallace Nutting existe qui étudie son œuvre.

## Source de la traduction
- (en) Cet article est partiellement ou en totalité issu de l’article de Wikipédia en anglais intitulé « Wallace Nutting » (voir la liste des auteurs).